# Adriano (poeta)
Adriano (in greco Ἀδριανός; fl. II secolo) è stato un poeta greco antico, vissuto al tempo del imperatore Traiano.
Scrisse un poema epico sulla storia di Alessandro Magno, intitolato Alessandriade (Αλεξανδριάς), di cui si ravvisa  menzione nel settimo libro della Suda, ma ne è pervenuto solo un frammento composto da una linea. 